# Helmut Werner (Astronom)
Helmut August Albert Werner (* 8. September 1905 in Perleberg; † 19. September 1973 in Oberkochen)  war neben Walther Bauersfeld und Walter Augustin Villiger einer der bedeutendsten Astronomen bei Carl Zeiss in Jena vor dem Zweiten Weltkrieg.

## Leben
Werner studierte in Hamburg, Jena und Berlin Reine und Angewandte Mathematik sowie Physik und Astronomie. 1926 war er zudem in Berlin als Vortragender und Assistent am dortigen Planetarium tätig. 1929 bestand er in Jena die wissenschaftliche Prüfung für das Lehramt an höheren Schulen. Werner promovierte 1932 mit der Dissertation „Untersuchungen über die Bahn des Kometen 1905 IV (Kopff)“, die vom Astronomen Otto Knopf (1856–1945) angeregt worden war und die dessen Nachfolger auf der Professur in Jena, Heinrich Vogt, weiter betreute. Prüfungsfächer waren Astronomie, Mathematik und Angewandte Mathematik.
Nach der Promotion war Helmut Werner 1932 Assistent an der Sternwarte München. Aufgrund schlechter Bezahlung ging er bereits nach kurzer Zeit nach Jena zurück, wo er wissenschaftlicher Mitarbeiter bei der Firma Carl Zeiss (Unternehmen) wurde. Am 27. Dezember 1932 heiratete er Dorothea Starke.
Seit 1938 war Werner neben seiner Anstellung bei Zeiss Leiter des Zeiss-Planetariums. In diesen Funktionen, wie auch später, publizierte er zahlreiche Artikel. Er war an einigen Patenten der Firma Zeiss im Bereich Planetariumswesen beteiligt, beispielsweise 1940 gemeinsam mit Walther Bauersfeld an einer Projektionseinrichtung. 
Nachdem seine Frau Dorothea 1943 gestorben war, heiratete Werner 1945 erneut. Nach dem Zweiten Weltkrieg wurde er wie viele andere Mitarbeiter der Firma Carl Zeiss mit seiner Familie nach Oberkochen gebracht, wo er in gleicher Funktion weiter arbeitete.

## Schriften
- Untersuchungen über die Bahn des Kometen 1905 IV (Kopff). (Dissertation Universität Jena).
- Die Sterne dürfet ihr verschwenden. Gustav Fischer Verlag, Stuttgart 1953.
- Vom Polarstern bis zum Kreuz des Südens: eine allgemeinverständliche Einführung in die Astronomie der Himmelskugel und Anleitung zur Orientierung im Gelände nach Gestirnen auf der ganzen Erde. G. Fischer, Jena 1946.
- Orientierung im Gelände nach Gestirnen: ein Führer am heimatlichen Sternenhimmel. 3. Auflage. G. Fischer, Jena 1944.
- Vom Arat-Globus zum Zeiss-Planetarium. Zeiss, Oberkochen 1953 (englische Übersetzung: From the Aratus globe to the Zeiss planetarium. G. Fischer 1957).